# تاکه‌تومی، اوکیناوا
تاکه‌تومی، اوکیناوا (به لاتین: Taketomi, Okinawa) یک منطقهٔ مسکونی در ژاپن است که در استان اوکیناوا واقع شده‌است. تاکه‌تومی ۴٬۲۲۱ نفر جمعیت دارد.